# Laganosuchus
Genre
Laganosuchus (« crocodile-crêpe ») est un genre éteint de grands crocodiles de la famille des stomatosuchidés ayant vécu au début du Crétacé supérieur (Cénomanien) au Niger et au Maroc, soit il y a environ entre 100,5 et 93,9 millions d'années. 

## Liste des espèces
Deux espèces sont rattachées au genre : 
- Laganosuchus thaumastos Sereno & Larsson, 2009 - espèce type, découverte près d'Agadez au Niger dans la formation géologique d'Echkar[1] ;
- Laganosuchus maghrebensis Sereno & Larsson, 2009 - découverte dans la province d'Errachidia au Maroc, dans la  formation géologique de Kem Kem située à la frontière algéro-marocaine[1].

## Classification
Le nom valide complet (avec auteur) de ce taxon est Laganosuchus Sereno & Larsson (d), 2009.

## Étymologie
Le nom de genre vient des mots du grec ancien λαγανον,  laganon, « crêpe » et Σοῦχος, soûkhos, « crocodile », pour signifier « crocodile-crêpe », qui souligne la forme particulièrement aplatie du crâne de l'animal.

## Description

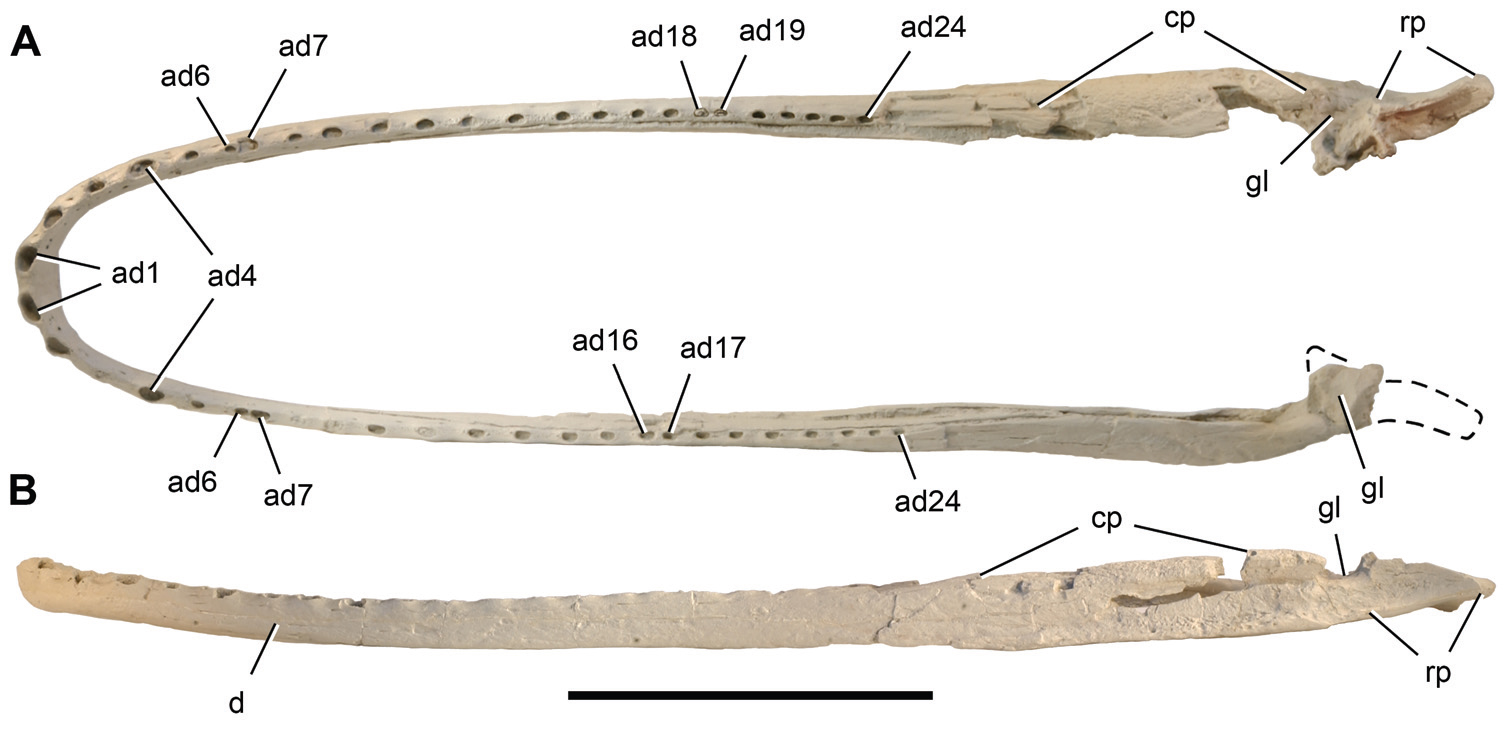
Moulage de la mandibule de Laganosuchus thaumastos (référencé : MNN IGU13).
Vues supérieure et latérale.
La barre horizontale représente 20 cm.

Les deux espèces de Laganosuchus ne sont connues chacune que par un fossile de leurs mandibules. Celles-ci sont presque complètes, très larges et très plates, en forme de « U », et longues d'environ 1 mètre. Sereno et Larsson estime la longueur totale de ces crocodiles à environ 6 mètres.

## Paléobiologie
Laganosuchus, avec ses nombreuses petites dents alignées sur les bords de ses mâchoires, devait utiliser ces dernières comme un « piège à poissons », attendant, couché au fond d'une faible tranche d'eau avec sa gueule grande ouverte, qu'un poisson s'aventure dans ce piège qui se refermait alors sur lui.